# Cristopher Chávez Cuellar
Cristopher Chávez Cuellar (Puerto Leguízamo, Putumayo, 1973) es un asesino en serie colombiano. Conocido ampliamente en Colombia como El desalmado, responsable de la muerte de un taxista, una mujer en Ibagué y de 4 menores de edad en 2015. La policía cree que pudo perpetrar 15 o más asesinatos en total.
Según su propia confesión, asesinaba porque era poseído por una fuerza sobrenatural. En su prontuario le figuran diversos crímenes como secuestros, asesinatos, violaciones y descuartizamientos ejecutados en varias localidades de Colombia. En noviembre de 2015 fue condenado a 40 años de cárcel por la masacre de los hermanos Vanegas Grimaldo, quienes fueron asesinados con tiros de gracia.

## Crímenes
Empezó su actividad criminal en Tolima a finales de la década de 1990, cuando en aquel entonces contaba con 25 años. Desde entonces, se sabe que una de las víctimas fue una mujer a quien conoció en Huila y que, posteriormente, secuestró, violó y descuartizó. Por este hecho, fue buscado por la policía, sin embargo, logró evadir su captura y continuó con su actuar delictivo, por lo que se trasladó a Ibagué. Se sabe que desde 1998 hasta 2004 fue ampliamente conocido por su crueldad. La policía siguió con la búsqueda y fue finalmente capturado en el centro de Ibagué y condenado a 40 años de cárcel. A pesar de su captura, fue dejado en libertad por buen comportamiento.
Otros de los asesinatos por el que fue acusado sucedió en Neiva. La víctima fue Juan Carlos Cuenca Charry, el crimen fue perpetrado por Chávez Cuellar y su hermano en 1998, en la vía Neiva – Campoalegre. Por este hecho, fue capturado y judicializado por varios delitos, entre ellos, homicidio agravado, hurto agravado y porte ilegal de armas. Fue condenado a 44 años de prisión, sin embargo, fue dejado en libertad por haber cumplido un mínimo de años.
También se sabe que atentó contra la vida de un propietario de una estación de gasolina en 2015, en Florencia. Los últimos crímenes ocurrieron en ese mismo año, en Caquetá, el 4 de febrero de 2015. Chávez Cuellar asesinó a 4 hermanos menores de edad, un crimen que conmovió a toda la nación. Se cree que el motivo fue por una tierras que Chávez Cuellar pretendía tomar ante la negativa de los padres. De la masacre, hubo un hermano sobreviviente que, ante la situación, logró escapar hasta donde un familiar que posteriormente informó a una base militar sobre lo acontecido.
En ese mismo mes de febrero fue capturado y recluido en el centro penitenciario Las Heliconias, pero se fugó después de recibir un cortafrío en su celda y ante la inactividad del guardia ya que se encontraba dormido. Ante esto, las autoridades ofrecieron inicialmente una recompensa de 10 000 000 de pesos, sin embargo, el monto fue quintuplicado ya que se estableció en 50 000 000 de pesos. Finalmente fue recapturado ese mismo día en Curillo, un municipio del Caquetá, después de un operativo especial comandado por 200 efectivos de la Policía Nacional y que abarcó varias zonas del país como Caquetá, Putumayo, Huila y Cauca. Después esto, Chávez Cuellar fue trasladado a una de las prisiones más seguras de Colombia y de Latinoamérica, la Cárcel de Cómbita.

## Condena
El 20 de noviembre de 2015 fue condenado junto con Genderson Carrillo Ordóñez a 40 años de prisión por la masacre de los hermanos Vanegas Grimaldo.